# A Very Potter Sequel
A Very Potter Sequel är en musikal skapad av Starkid Productions, en amerikansk musikalgrupp som hade sin start i skolan University of Michigan. Musikalen och musikalen som A Very Potter Sequel är en uppföljare av, A Very Potter Musical, är en parodi på bokserien Harry Potter av J.K.Rowling.
Liksom föregångaren A Very Potter Musical väckte musikalen uppmärksamhet och fick snabbt många visningar när den sedan hade premiär på Youtube.
| Namn           | Roll i musikalen |
| -------------- | ---------------- |
| Darren Chris   | Harry Potter     |
| Joey Ritchter  | Ron Weasley      |
| Bonnie Gruesen | Hermione Granger |
| Lauren Lopez   | Draco Malfoy     |
| Joseph Walker  | Dolores Umbrige  |
| Joe Moses      | Severus Snape    |
| Brian Holden   | Remus Lupin      |
| Dylan Saunders | Albus Dumbledore |
| Tyler Brunsman | Lucius Malfoy    |